# タイラント (バイオハザードシリーズ)
タイラント（英:Tyrant）は、カプコンのゲーム『バイオハザードシリーズ』に登場するクリーチャーの一種である。
なお、本項ではシリーズ作品のタイトル名を、バイオハザードシリーズの登場人物に倣う形で略記している。

## 概要
ゾンビと同じく、アンブレラによる狂気の研究を象徴するクリーチャー。人間の成人男性をベースにT-ウィルスを投与し、さまざまな肉体強化を施して製造された究極のB.O.W.である。英語やギリシャ語で「暴君」を意味し、その名にちなむ圧倒的な戦闘能力と暴力性、そして生命力に加え、任務を遂行する兵士としての行動が可能な知能をも有する。『バイオハザード5』によると、タイラントの開発は1988年にウィリアム・バーキンの主導による「T-ウィルス計画」によって始まったとのこと。
シリーズのほとんどにタイラントまたはそれに準ずる亜種が登場するが、本編内での登場回数は作品によって差異がある。心臓は左ではなく右に存在する。どの個体にも共通して言えることは、生命の危機に瀕すると暴走することや、それによって身体そのものも変化するということである。大抵の場合、特殊な手段を用いなければとどめを刺せない。
多大なダメージを受けることにより、リミッターを解除して「スーパータイラント」に変化する個体も存在する。その際には、耐久力、攻撃力、俊敏性、凶暴性などが大幅に向上し、外見にも変化が現れる。
ゾンビから突然変異的に発生したリッカーを野生のタイラントとして捉える向きもあるが、本記事では亜種も含めて記述しない。
『UC』（小説版を含む）では、タイラントの素体となった成人男性はタナトスを除くすべてがアンブレラ幹部のセルゲイ・ウラジミール大佐のクローンであることが判明した。これは、セルゲイが1000万人に1人の確率で存在するウィルス完全適合者だったことにより、タイラントの素体として最適な身体であったためである。
後の作品ではT-ウィルスの特性を利用し、T+Gやt-Abyssなどの亜種が開発されている。これら新種ウィルスによる特に強力なB.O.W.の中にも、均整が取れた大理石の彫像のような、タイラントに通ずる意匠の直立二足歩行型クリーチャーが多く見られる。
T-ウィルス
製薬会社アンブレラが、究極の生物兵器を作り上げるために、密かに開発したウィルス。生物の種類を問わず感染し、限りなく不死に近い生命力を得ることができる。ただし、致命的な副作用があり、感染をすると生物に対しての殺意以外の知能と、新陳代謝などの生命維持活動を失った状態となる。傷口などから簡単に感染してしまうため、感染者によって傷つけられた場合にも潜伏期間に個人差があるものの、高確率で感染する事がT-ウィルスの危険性となる。また、感染者の肉体を食することでも感染するため、行動不能になった感染者を仮にカラスや犬が食した場合、その動物たちもT-ウィルスに感染する。街中に1体の感染者を放つだけで、感染者が新たな感染者を生む形で感染者が増え、最終的には感染者だけの街となる。

## 種類
T‐001 プロトタイラント
登場作品：『0』『UC』『DG（ゲーム版）』
アークレイ研究所で製造されたタイラントの試作品第一号。被験体の体内に注入されたT-ウィルスが極度に作用した結果、アンブレラ社の求める基準に達するほどの知能を獲得できてはおらず、皮膚の腐敗もかなり進行しているため、完成間近であったものの、データ収集後に廃棄処分されていた。しかし、廃棄後もその驚異的な生命力で生命活動を継続し、不安定な状況で活動していたため、遭遇時には暴走状態にある。敵と認識した者を発見すると素早く接近し、異常発達した右手の馬上槍のような鋭い爪で攻撃を仕掛ける。完成版であるT-002（後述）と同じく心臓が外部に露出している上、皮膚の腐敗が進んでいることから、脊椎までもが露出している。知性も外見も失敗作ではあるが、身体能力自体は完成版と差異はなく、試験段階で当初の目標をクリアしていた。
『0』にて、突然暴走状態で復活を果たし、工場でS.T.A.R.S.隊員のレベッカ・チェンバースに襲いかかるが返り討ちに遭い倒れる。しかし間もなく息を吹き返し、処理場で脱走した死刑囚ビリー・コーエンと合流したレベッカに逆襲するが、再び倒される。
だが、それでも死んでおらず、復活した後は『UC』にてアンブレラを裏切り施設から脱出しようとするアンブレラ社情報部工作員兼S.T.A.R.S.隊長のアルバート・ウェスカーに二度に渡り襲いかかるが、逆に倒される。それで完全に死亡したかは不明だが、最終的には施設の爆破に巻き込まれて消滅した。

T‐002 タイラント
登場作品：『1』『biohazard』『UC』
アンブレラの開発目標であった「究極の生命体」を体現したB.O.W.。プロトタイラントから収集したデータを基に研究を続け、T-ウィルスを効果的に作用させることで完成した、アンブレラ製タイラントの完成品第1号である。戦闘能力重視の設計を反映した人間ベースのB.O.W.としては究極の完成品であり、兵器としての戦略価値は絶大なものであった。そのため、誕生時にはT-ウィルスの象徴的な頭文字「T」を加えた「タイラント（Tyrant/暴君）」という正式名称を与えられた。
プロトタイラントでは失敗してしまった複雑な任務を遂行する知性の維持に成功しており、優れた思考能力を有する。戦闘能力や耐久力、俊敏性も圧倒的であり、その戦闘能力は完全武装したU.B.C.S.（アンブレラ・バイオハザード対策部隊）の一個小隊（30人編制）を暴走時に全滅させるほどである。また、自身が危機に瀕した場合はリミッターを解除することで「スーパータイラント」へ変化する機能を有するが、これは当初は想定されていなかった。
外見はプロトタイラントからの継承部分が多く、剥き出しになった心臓や、異常に発達して長く伸びた左手の爪などが特徴。しかし、プロトタイラントと違って皮膚の腐敗は進んでおらず、高い耐久力を実現している。身長も幾分縮んでおり、資料には255cmと記載されている。
これらの優れた能力を発揮するには膨大な戦闘データを必要とするため、研究チームでは実戦テストが急がれていた。そういった経緯から、ラクーンシティ警察署「R.P.D.」の特殊部隊「S.T.A.R.S.」隊員との実戦テストが考案された。S.T.A.R.S.が精鋭であったためにT-002型は撃破されたものの、予想以上の有力データをアンブレラは得ることとなり、それは後のタイラント発展型や亜種開発へ活かされた。体色はグレー。SS版のクリス編では黄色い体色の別個体も存在する。
『1』および『biohazard』にて、アルバートの手によって起動する。覚醒直後、あらかじめコンピューターでプログラムされていた通りにアルバートを爪で貫き仮死状態にし、S.T.A.R.S.隊員のクリス・レッドフィールドもしくはジル・バレンタインに襲いかかるが返り討ちに遭い倒れる。しかし、それによって暴走状態に陥り、後述するスーパータイラントへと変異を遂げる。
スーパータイラント（T-002）
肉体にダメージが蓄積し、生命の危機に瀕したためにリミッターが解除され、暴走状態となったT-002。暴走前と比べると外見の違いは体色が赤みを帯びた点のみ。一切の制御を受け付けなくなったが、戦闘能力や耐久力はそれ以前と比較にならないほど向上し、通常の携行火器では怯みすらしない。グレネード弾の直撃をものともせず高速で相手に急接近しては、肥大した爪で薙ぎ払うという戦法を取る。倒すにはロケットランチャーのような強力な武器を必要とする。
『biohazard』では、一度だけロケットランチャーの弾を弾き返す。

T-103 タイラント
登場作品：『2』『RE:2』『3』『GS』『UC（小説版）』『DC』『ORC』
通称は「量産型タイラント」、もしくは「タイラント改」。作中の登場人物からは「ミスターX」、「コート野郎」などと呼ばれる。T-002のデータを元に、より人型に近付けたタイラント。プロトタイラントやT-002の特徴である爪が無い。T-002を含む00ナンバーシリーズと呼ばれるタイラントから新陳代謝機能を増大させることで、高い回復能力を有している。身長が3メートル近くある点を除けば、容姿はスキンヘッドの人間そのものである。『RE:2』では帽子を被っている。肌の色は設定画や『2』および『GS』では薄い肌色だったが、『DC』や『ORC』、『RE:2』では灰色になった。モスグリーンのトレンチコートを着用している（これにより『DC』ではレオンから「コート野郎」と言われてもいる）。このコートは防弾対爆仕様で、暴走を抑えるリミッターでもあるが、その最大の役割は人間への擬態。他にも指ぬきグローブや金属製のブーツ、詳細不明のウエストポーチを身に付けている。『ORC』と『RE:2』では相手の頭を掴み、潰す即死技の「アイアンクロー」を繰り出す。
『GS』によると、量産のために「βヘテロ・ノンセロトニン」という物質が使用されているが、その抽出方法は第2次成長期の若者の頭蓋骨を麻酔せずに切り開き、脳の下垂体を切り取るというものである。この物質は活性化細胞の中にしか存在しないために脳死状態の人体からは抽出できず、それに加えて脳が強烈な苦痛やストレスを感じた時に過剰分泌されるノルアドレナリンに反応する性質があるため、必然的に前述の非人道的な抽出方法に至っている。これは現場で抽出措置を行うスタッフにとっては多大に精神的苦痛を受けるものであり、彼らからは上司のビンセントに対して手術前に麻酔を掛けるよう要請があったが、却下されている。また、脳に何らかの疾患がある者は分泌自体が正常に行われないのか、抽出措置の対象からは外されている。ラクーンシティでも製造されていたようだが、本来の量産はシーナ島で行われており、目的地へは主にヘリコプターで空輸される。
腕力が優れており、起動時にコンピュータを使うことで、ある程度は敵味方の識別と能力の調整も可能である。強靭な生命力を有しており、一定のダメージを受けると気絶する（『DC』では片膝を突いて動かなくなる）が、短時間で回復・復帰して敵を追い詰めるため、どこまでも執拗に追跡する。しかし、基本的な攻撃方法は怪力に任せて殴るだけに留まる。また、ドアの開閉を理解できないため、壁を破壊したりドアを力任せにこじ開けるといった方法で現れることも多い。ただし、作品によってはこちらの攻撃への防御行動も見せており、一概に知能が低いとは言い難い面もある。
生命の危機に陥らずとも暴走することがあるが、全てのT-103型のリミッターが解除されるわけでもない模様。
後述の「タイラント（T-078）」は、このT-103と非常に近い、もしくは同一の存在である。。
『2』にて、G-ウイルスを回収するよう調整された一体がアンブレラのヘリで警察署に投下され、G-ウイルスを開発した研究員ウィリアムの娘シェリー・バーキンが所持しているG-ウイルスのサンプルが隠されたペンダントを執拗に狙う。『4』以降のストーリーに繋がるシナリオとなっているクレア表編・レオン裏編では、ストーリー中盤に女スパイのエイダ・ウォンがシェリーのペンダントを拾ったため、同行するレオン・スコット・ケネディも巻き添えをくらう形でタイラントに度々遭遇・交戦することになる。工場や地下研究施設までエイダを執拗に追い、動力室でエイダと交戦した結果、エイダに深手を与えることに成功したものの、自らは溶鉱プールに転落してしまい、後述するスーパータイラントへと変異する。一方、『4』以降に繋がらないレオン表編・クレア裏編では、ペンダントがエイダに渡らないためシェリー本人を追跡する形になり、シェリーを保護したクレア・レッドフィールドと度々交戦する。最終的には動力室でシェリーを追い詰めウイルス確保寸前にまで至っているが、救援に駆けつけたクレアの機転で溶鉱炉へと落とされ、クレア表・レオン裏同様スーパータイラントと化してクレアに襲いかかる。一方でエイダとは一切関わりを持たない（エイダが重傷を負ったのは瀕死のアネット・バーキンが執念でエイダを銃撃したため）。
『3』ではG-ウイルスを回収するべく送り込まれた米軍特殊部隊SPEC OPSを迎撃すべく5体がヘリで投下され、死闘の末に壮絶な相討ちとなった。
『ORC』では複数体が登場する。
寄生生物「NE‐α型」「NE‐β型」を研究するアンブレラの施設には後述するネメシスT-型の素体になり損ね暴走した個体と、シェリーのペンダントを追跡する様にコンピューターで調整を受けている個体が登場し、前者は突然起動してしまい暴走本能のままにU.S.S.デルタチームを襲った。後者はコンピューターを破壊されたことで暴走し、SPEC OPSの精鋭部隊エコー6に襲いかかるが逃げられ、寄生生物「NE‐β」に寄生され一体化する。その後、後述するパラサイトタイラントと化した。
それ以外にもレオンの抹殺に失敗したデルタチームを口封じするために2体が投下されるが返り討ちに遭い倒された他、廃工場を訪れたSPEC OPSの精鋭部隊エコー6を迎撃すべく5体が投下されるも後述するレールキャノンによって返り討ちに遭い、一時活動停止になった後に後続部隊との戦闘によって全滅した。
『GS』では量産プラントがあるシーナ島に多数の個体が登場し、私立探偵のアークを苦しめる。
『RE:2』では、原作の表編に相当する1stシナリオにも登場する。また、特定の場所かつ特定のタイミングの登場するエリア移動も基本的にはしない『2』と異なり、エリア移動を常に行っているうえ、レオンおよびクレアを発見してからは警察署内を徘徊している。ただし、写真暗室やS.T.A.R.Sオフィスなどの一部の部屋には入ってこない。今作では行動目的に違いがあり、ベンはアンブレラにとって都合の悪い証人の抹殺だと推測している。ベンを殺害する敵もバーキンGからタイラントに変更されている。レオン編ではNESTからの脱出ギリギリまでレオンを追跡する。クレア編では孤児院地下でクレアとシェリーを追い詰めた矢先にバーキンGに襲われて身体を引き裂かれ、以降は登場しなくなる。
スーパータイラント（T-103）
リミッターであるトレンチコートが過度のダメージにより解除され、肉体を変化させたT-103。その姿はもはや人間からかけ離れて一回りも巨大化したものとなり、T-002型では左腕のみだった巨大な爪が本型では両腕（片手に4本、合計8本）に出現し、その形状はより鋭くなっている。また、並みの銃弾ではまともにダメージを与えられないほど皮膚が硬質化しており、右胸に露出した心臓は装甲のような皮膚に覆われている。
前述での高い回復能力もあいまって、並みの銃弾では短時間でダメージを回復してしまい、活動停止に追い込むのは至難である。
『DC』では「滅びし町の記憶」の最終チャプターにて登場する。『2』と同様の攻撃に加え、ロケットランチャーの弾を弾き飛ばしたり、列車を腕力で動かして強制発車させる。
『2』レオン裏編ではエイダの抵抗によって溶鉱プールに転落したことでスーパー化し、レオンに襲いかかるが、エイダがレオンに投げ渡したロケット砲で倒された。一方クレア裏編では事情が異なり、クレアがシェリーから預かったペンダントを囮として溶鉱炉に向かって投げ込んだことで、それを追ってタイラントも溶鉱炉へと転落しスーパー化するという展開になっている。
『ORC』ではエイダではなくレオンが溶鉱プールに突き落としたことになっており、スーパー化直後にU.S.S.デルタチームと交戦するが退けられる。
『RE:2』では溶鉱プールに落ちてスーパー化するのではなく、施設の爆発による火炎に巻き込まれてスーパー化する。右手にのみ爪が出現している。また、登場するのはレオン編に限られている。
パラサイトタイラント
登場作品：『ORC』
ラクーンシティ地下研究所にて寄生生物「NE-α型」の別プランで開発されていた寄生生物「NE-β型」がT-103に寄生し暴走した個体。スーパータイラントの背中が異様に肥大化し、そこから先端が鎌状になっている節足動物の脚を思わせる触手が数本生えており、地中移動が可能になっている。攻撃は背面に寄生されたゾンビと同様に、タイラントの強力なT-ウィルスの作用で巨大化した寄生生物「NE-β」パラサイトが行うが、地中からの奇襲攻撃などを仕掛けてくる事もある。
『ORC』本編では、アメリカ政府の極秘任務を行う特殊部隊SPEC OPSの精鋭であるエコー6と激闘を繰り広げた。余談だがレオン達が貨物列車で脱出した終着地点での戦闘であり実質レオンがラクーン事件で最後に戦ったクリーチャーである。

### T-103の派生型
タイラント（T-078）
登場作品：『CV』『GS2』『DC』『DG（ゲーム版）』
『DC』では名称がタイラント（T-103量産型）と表記される。ハンク率いるU.S.S.の部隊が訓練用にロックフォート島に搬送した量産型タイラント。訓練用であるためか当初からパワーリミッターが解除されたスーパータイラントに近い状態で保管されていたため、元の姿は登場しないが、T-103との差異は無いとされている。右手が変化して指が無くなり、鋭いスパイクの付いた棍棒状になっている。さらに完全覚醒すると、巨大なブレード状の爪が生える。プレイヤーとは、覚醒直後と完全覚醒後の2回戦うことになる。
『CV』にて、ロックフォート島の司令官アルフレッドにより解放され、彼の命令通りクレアを襲撃するが返り討ちに遭う。復活後、完全に覚醒した状態でクレアと島の囚人スティーブが脱出に使った輸送機のカーゴルームに侵入し、クレアと死闘を繰り広げる。最後はクレアが資材射出用のカタパルトを作動させたことで資材もろとも飛行中の輸送機から外へ射出されたが、生死は不明。
『CV』では保管用の冷凍カプセルにT-078という型式番号が表記されていたが、詳細は不明。『DC』ではカプセルが登場しない。

T-0400TP タイラント
登場作品：『OB2』
アンブレラ開発センターに実験体として保管されていたT-103の改良型。外見はトレンチコートや靴、グローブのデザインがT-103と微妙に違う程度。だが、出が早いキック攻撃を仕掛けたり、ダッシュ移動で標的との距離を詰める、パンチ攻撃を複数回1セットで繰り出すなど、行動面にも差異が見られる。専用のMOディスクを介して制御端末に行動プログラムを入力することで、特定の制御が可能。また、MOディスクのコードによって腕力を少し弱める代わりに機動性を向上させるか、動作が緩慢になる代わりに腕力を向上させるか選択できる。
『OB2』にて、アンブレラ研究員のカーターが、脱走したB.O.W.ハンターを駆逐するために起動し、短期間だけ生存者達の護衛役となる。当初はカーターや逃げ込んできたケビン・ライマンらラクーン市民には手を出さず、命令通りハンターの駆逐に専念していたが、火災などの異常な環境の影響で暴走して無意味に暴れまわるようになり、カーターを殺害した。その後、ケビンら市民達を執拗に追い、地上まで来たところでコートが外れパワーリミッターが解除され、後述するタイラントRへと変異した。
なお、体内に爆弾が仕込んであり、起爆スイッチを押せば即死させることができる。
タイラントR
登場作品：『OB2』『UC』
Rはリボーンの略。前述した実験体T-0400TPのスーパー化形態。肥大化した肉体や両手に形成された巨大な爪など、容姿はT-103のスーパータイラント形態と共通する部分が多いが、爪の本数が多い（片手に5本、合計10本）などの差異が見られる。スーパータイラント同様に皮膚が岩石のように硬質化している。近距離では爪を真横に何度も振り回す即死技の「メガスラッシュ」を、少し離れればタックルを繰り出してくる。体色は上半身が灰色で、下半身が緑。また、急激な変異ゆえにタイラント自身の肉体にも多大な負荷がかかるようで、変異の際には激しく吐血するなど苦しむ様子が見られる。
R化前に体内の爆弾を使用していない場合、ここで使用すると即死させることができる。
R化後、ケビンら市民たちをなおも執拗に追跡するが、高架上まで追ってきたところでアンブレラが開発した不定形の試作B.O.W.ニュクスに取り込まれ、一体化した。
『UC』では、隠しシナリオ「瀕死」にて登場する。ケビンらラクーン市民達を追っている途中でラクーンシティからの脱出を目指すエイダ・ウォンと遭遇し、激闘を繰り広げるが倒された。
ニュクス
登場作品：『OB2』
アンブレラが開発した肉塊の様な姿の不定形のB.O.W.。無数に生えた触手で捕らえた生物を体内に取り込み一体化させる能力を持つ。当初は触手が生えた巨大な肉塊状であったが、U.B.C.S.隊員達やタイラントRを取り込んだことで人型に近い形態の巨大生物と化した。高濃度のT-ウイルスを含む肉片を四方に飛ばす、触手で近付く者を取り込もうとするなど、戦闘能力は高い。タイラントRの部分を攻撃すると弱点である核が露出する。最後は、ケビンらラクーン市民によって倒され、溶解・消滅する。
タイラント、タイラントR戦にて体内の爆弾を使用していない場合、ここで使用することができ、即死はしないが大ダメージを与える事が出来る。
タイラントC
登場作品：『OB2』
Cが何の略かは不明瞭。本編とは全く関係ないミニゲームシナリオ『対峙3』にのみ登場する隠しキャラ的存在で、本編の世界観にも存在するのかは不明。コートが赤く、頭部に角が生えている点、両手に鋭い爪が生えている以外は実験体T‐0400TPと同じ外見。攻撃方法はタイラントRに準ずる。その動作速度は尋常ではなく、近距離でメガスラッシュを放たれれば即死は必至である。

イワン
登場作品：『UC』
アンブレラ社幹部のセルゲイ・ウラジミール大佐の護衛・側近として、特別に知能の改良が施されたT-103。コートが白い点とHMD内蔵のサングラス（レンズの色はオレンジと青）を着用している点を除き実験体T-0400TPと同じ外見。二体存在し、サングラスがオレンジ色の個体はイワンA、サングラスが青色の個体はイワンBと呼ばれる。ウェスカーと空中戦を繰り広げるほどの、異常な跳躍力を持つ。改良されているが、暴走状態を発生できるようになっており、緊急時にはスーパータイラント化できる（ゲーム版では変化しないが、小説版では変化する）。力任せに突進、殴る、放り投げる、踏みつける、振り払うといった攻撃を行う。命令には忠実で、固定砲台を使用可能な知能を有す。

ネメシス-T型
声：西嶋陽一（PXZ） / 奈良徹（PXZ2）
登場作品：『3』『GS2』『UC』『ORC』『RE:3』
通称「追跡者」。T-103に寄生生物「ネメシス」を宿らせている。これが本体の退化した脳の代わりに脊髄付近に新しい脳を形成し、馬を操る騎手のような関係になることで知能を向上させたB.O.W.。
洋館事件でのタイラント暴走を受け、アンブレラ社生物兵器研究チームは改良の必要性を認識し、改良のため新型開発計画を模索し始める。複数の研究チームのうち、本社直属のヨーロッパ支部第6研究所では独自の開発計画が立案され、アンブレラ第6研究所でその計画を基に、既成概念を根本から覆すほどの研究を開始する。それが「ネメシス計画」と呼ばれるもので、新たに開発した寄生生命体を既存のタイラントに投与し、知能向上を図るものであった。この計画で開発された寄生生物「NE-α型」は、研究者の間では計画名からそのまま「ネメシス」と呼ばれている。ネメシスとは“復讐の女神”の名であり、S.T.A.R.S.が今までアンブレラに与えたダメージに対する復讐という意味合いがある。
ネメシスは脊髄に細胞レベルで移植されると、T-ウィルスを取り込んで増殖を開始し、宿主の延髄付近に新たな脳を形成後、中枢神経回路の改変を行うと同時に脳機能を支配する。この結果、宿主の思考はネメシスに委ねられ、ネメシスを介して外部からの完全制御を可能とする。これにより支配されたタイラントが「ネメシス-T型」である。
ネメシスに支配されたことで通常のT-103以上の知能を誇っており、より明確な標的の選定が可能で、なおかつ学習することで指示された目標のみならず、ターゲットと一緒にいる人間も敵と認識するようになる。開発チームには教育担当も存在し、その担当官がS.T.A.R.S.隊員の映像資料や写真を覚え込ませ、彼らを見極められるようにした（しかし、『ORC』においてはUSSを認識できないほど暴走しており、一旦弱らせてからNE‐α型を新たに注入する任務がある）。また、思考能力の向上で自己判断力も優れたものとなり、ロケットランチャー、ガトリングガン、火炎放射器などの複雑な操作を必要とする武器も使用可能となった。それに加え、他のタイラントシリーズと違って単純な言語ならある程度理解したり操ることも可能であり、S.T.A.R.S.隊員を発見すると、低い声で「スターズ…」と発する。なお、ネメシスは培養過程で自我が芽生え始めており、複数の実験体がアンブレラの施設から脱走を企てていた模様。
身体能力はタイラント以上であり、グレネードランチャーなどの弾道の見える武器なら簡単に回避できる。特に自己再生能力は並外れたものがあり、大きな損傷を受けても短時間で回復し、目標追跡を続行する。これはネメシスの分泌液の影響が大きく、これには身体の損傷回復を大幅に促す効果がある。しかし、無理な回復や急激な再生は肉体の異形化を起こす要因となる。なお、ネメシスは以下の3形態の存在が確認されている。
第1形態
外見的な特徴として、タイラントT-103型同様に防弾対爆仕様でリミッターの役割を果たすロングコートを着用しているが、こちらは黒色で形状も拘束衣に近いものである。寄生生物の影響から外見は人間には見えず、肉体はケロイド状の皮膚に所々筋肉組織が剥き出しとなり、触手が体中を取り巻いている。また、顔は歯茎が剥き出しであり、右目は大きな手術痕で潰れている。
攻撃手段として、ロケットランチャー（形状はFIM-92 スティンガー）と、タイラント定番の武器である爪の代わりになる鋭く柔軟な触手が武器となっている。ロケットランチャーの操作は非常に優れており、高速で飛行するヘリを1発で撃墜できるほど。触手は鞭のように攻撃したり、敵の体内へT-ウィルスを送り込む時などに使用される（これによってブラッドはゾンビ化し、ジルも窮地に立たされた）。
ドリームキャスト版スタッフインタビューによれば、現段階のネメシスはあくまでも実験的な生物兵器であり、スペック的にタイラントを大きくしのぐものの、兵器としてのエレガントさがないために商品にはなり得ないとのこと。
『ULTIMATE MARVEL VS. CAPCOM 3』、『マーベル VS. カプコン:インフィニット』でもプレイヤーキャラクターとして登場する。『PROJECT X ZONE』、『PROJECT X ZONE 2:BRAVE NEW WORLD』では敵キャラクターとして登場。
『3』のリメイクである『RE:3』では、ロングコートのデザインが変更されて皮膚の露出度が若干減っているほか、その服装も黒い包帯のようなものを身体中にぐるぐる巻きにしたようなデザインとなっている事に加え、最初は顔を覆面のようなもので包んでいたり、左胸に露出した心臓を覆い隠しているかのような半球状の大型機器が追加されている。これらは、物語が進むにつれ、覆面が剥がれて、素顔が分かるようになったり、包帯状のコートが千切れ千切れになっていく。また、顔もアートディレクターのこだわりによって変更され、鼻（の穴）が横に歪む形で追加されている。攻撃手段はロケットランチャーや触手だけでなく、火炎放射器も使用する。触手は、ネメシスの一部を送り込むことも可能となっている。
本編序盤にジルのアパートを襲撃し、その後、彼女の行く先々に現れては襲いかかる。途中、建設中のビル内で火炎放射器を、それが破壊されるとロケットランチャーを使用してくる。
第2形態
ネメシスの分泌物の影響で凄まじい回復力を得ることとなったが、元々2つの生物が共存しているがゆえに遺伝情報は不安定であった。そのため、肉体の急速な再生に付いていけず、身体が異形化してしまった形態。外的要因による大ダメージで特に異形化の進んだ上半身は、着用していたリミッター兼用のコートを失ったことにより、急速に変異を遂げている。この上半身の開放により触手が異常発達した上、第1形態と比べるとその攻撃性は増しており、右腕は触手に覆われている。このため、以前のように武器を使える状態ではなくなっている。また、タイラントの身体だけでなく、延髄から中枢神経が伸びて脳幹を侵食していたネメシス自体も、危機的状況の適応化を図って大型化している。
『RE:3』では列車の爆発により全身火だるまの状態から川に落ち、そのダメージからの回復の過程によって第2形態へ変貌する。オリジナルの『3』における人型からは、大幅に変更がなされており、第1形態以上に体格が大きく発達しており、全体の体格が肥大化した事に伴い、二足歩行だけでは自重を支えきれず、四足歩行の獣型に変異し、以後はこの状態で移動する。手や足は鋭い爪が生えた上に、大きく長くなった事に加えて形状が変化しており、第1形態のように武器は扱えなくなったが、引き換えに変異前よりもはるかに向上した跳躍力やスピードを生かした攻撃を仕掛けられるようになった。最初の戦闘においてシャッターで左腕を切断されるが、すぐ触手状の新たな腕を生やし、追跡を続行する。その後は触手状となった左腕を鞭の様に使い攻撃する。
第3形態
連動していたタイラントの脳が破壊されてその防衛本能が特出し、より異形化を起こすと共に、暴走状態に突入した形態。前述のSPEC OPSとの死闘の末に相討ちとなったタイラントの死骸を食べたことにより濃度が増したT-ウィルスと寄生生物の2つの生物はお互いに拒絶反応を起こし始め、命令を上回った生存本能からネメシスとタイラントの細胞同士が複雑に絡み合って巨大化し、肉体を醜悪な怪物へと激変させた。ゲーム中では分かりにくいが、身体が反転し仰向け状態になり、4足歩行化している。頭部は捕食を最優先し、大型の消化器官に変貌を遂げる。手足は欠落しているが、異常発達した触手がそれを補っている。胸郭から牙状に突き出ているものは肋骨であり、そこには肋骨で包み込むようにネメシス本体の物と思われる脳も露出している（版権絵では確認できないが、ゲーム中で確認可能）。その近くの背中には強酸性の膿が多数吹き出ており、第1形態の面影は全く残っていない。知能の低下は著しいものの、S.T.A.R.S.抹殺を果たそうと追跡を継続している。また、有害な廃液の影響で取り込んだ毒素を周囲に撒き散らしている。肉体的には激変を遂げたが、耐久力は衰えておらず、ゲーム中で戦闘を終わらせるには「パラケルススの魔剣」と呼ばれるレールキャノンが必要となる。しかし、パラケルススの魔剣を撃ち込まれ、変異によって巨大化した肉体の半分以上を吹き飛ばされても残った触手で活動を続け、その後のイベントでマグナム弾を数発撃ち込まれてようやく息絶える。
『RE:3』では、溶解液によって全身に大ダメージを負った結果、暴走状態に突入する。こちらも、第2形態同様にオリジナルの『3』の容姿から大幅に変更が成され、溶解液で受けたダメージからの回復を図ったため、第2形態以上に体格が巨大になった。出現した当初はナマコかワームを彷彿とさせる外観をしていたが、後にその背中が裂け、そこから長大な触手を壁に張り付けることで自身を支えると同時に固定するようになり、第2形態の面影を残しながらもさらに巨大に発達した上半身を露にする。第2形態時には触手だった左腕が再び巨大な左腕として形成され、右腕もさらに巨大に発達した形となっており、脇腹辺りには短いながらも新たな両腕が形成されている。また『3』とは違い、頭部が健在している。第2形態時にあった跳躍力やスピードは失われ、歩行すらできなくなっているものの、巨大に発達した両腕での強力な叩き付けや振り回しを広範囲に繰り出せるようになることでそれらを補っている。また、溶解液が含まれた膿疱を有し、攻撃で破壊された際はそれらを撒き散らさせる反撃も行うようになった。この膿疱は弱点ともなっているが、これらをすべて破壊しても一時的にダウンさせられるのみであり、加えてそれまでの形態と違い、あまりに巨大な体格となったことで通常の武器では倒せなくなっている。倒すには専用のレールガンを用いる必要があり、これは通常の武器とは比べ物にならないほどに強力な反面、1回使用するたびに電源を入れ直して充電させる必要がある。最後は、それまでのレールガンの何度もの攻撃によってダウンしたところで、ジルにレールガンの銃口を口腔へ突っ込まれての近接射撃を受け、上半身が吹き飛んで息絶えた。

タイラント（東スラヴ共和国仕様）
登場作品：『DM』
東スラヴ共和国の大統領スベトラーナ・ベリコバが秘蔵する、量産型タイラント。外見はT-103型に酷似しているが、明確な生物兵器として開発され擬態する必要性がなくなったためか、従来の個体より大型化しており、黒いコートを身に纏っている。アンブレラ社製のT-103と比べ、知能も大幅に強化され、プラーガにより人間にコントロールされ統率の取れた行動が出来るリッカーの集団を単独で壊滅させるほどの戦闘力を有する。劇中では肩に「008」「013」「016」と記された3体が登場し、いずれの個体もスベトラーナの命令通りに行動しており、凄まじい走行力で対象を執拗に追跡する。
スーパータイラント（東スラヴ共和国仕様）
リミッターである黒いコートがなくなり、リミッターを解除され、スーパー化を遂げたタイラント。体高約4.3メートルもの巨体を誇り、右手が肥大化した鋭い鉤爪を持つが、指の骨が尖鋭化・露出して常に掌を開いた状態になっていたT-103のスーパー化形態と違い、拳を握ってパンチを繰り出したり、人間を掴むことができる。また、心臓は完全に内蔵されて露出していない。戦闘力は向上しており、リッカーを一撃で薙ぎ払い、進行するBMP-3を正面から怪力で押さえ込む。また、スーパー化後も暴走せず命令に従い任務を続行できるほか、戦車砲の仕組みを即座に理解して発射前の時点で回避するなど、知能にも改良が見られる。
劇中では先述の013がスーパー化した個体と、番号不明の2体が登場し、013は先述の通りレオンとバディが乗るBMP-3を正面から怪力で抑え込みついには持ち上げるが、バディにコントロールされたリッカーが飛び掛かったことに気を取られたところを戦車砲で頭部を接射で破壊され死亡。後者の2体はレオンとバディを追い詰めるが、最終的にロシアとの連合軍を結成し東スラヴに侵攻したアメリカ軍のA-10による攻撃を受け、1体はGAU-8の掃射で上半身を吹き飛ばされるなどズタズタとなり死亡、もう1体もミサイルにより吹き飛ばされた。

### その他のタイラント
ヒュプノス-T型
初登場作品：『GS』
眠りの神「ヒュプノス」の名を冠するタイラントの小型化成功試作体で、体色は青色。容姿はT-002型に近く、巨大な爪を持つ。シーナ島司令官のヴィンセントによって競い合わされた、何億という遺伝子を持つ何億もの細胞のうち、生き残った最強の細胞を元に作られており、生命の危機に瀕すると、パワーアップを遂げる。名の由来は、先の細胞を競い合わせる実験の際、長時間に渡る実験の末、研究員が睡魔に襲われた瞬間に素体となる細胞が発見された事から上記の名がつけられた。
第1形態
最初に対峙した際の姿。片腕の巨大な爪を除けば人間そのものであったが、撃退され変異する毎に醜悪な姿へと変化していく。
第2形態
アークに倒されたことでスーパー化形態へと変異したヒュプノス。口が裂け、爪が肥大化し、俊敏性・耐久力が増している。
第3形態
第2形態から更に変異したヒュプノス。体格はゴリラのように肥大化し、第1形態の面影はなく、心臓が完全に露出している。俊敏性・耐久力が更に増し、跳躍力が低空飛行のヘリコプターくらいなら届くくらいに向上している。アークに敗れた後も更に追跡しようと試みるが、アークの乗るヘリコプターに装備されたミサイルの攻撃を受けて死亡する。

バンダースナッチ
登場作品：『CV』『GS2』『DC』
汎用性を高めたタイラントというコンセプトで開発された、人間ベースの試作B.O.W.。低コスト性重視のために人間への偽装は施されず、外見は人間や量産型タイラントとは大きくかけ離れているなど、兵器としての実用面を重視して設計されている。
特徴としてまず挙げられるのが、失われた左腕と退化した下半身を補うように発達した伸縮自在の右腕である。これには瞬発移動を可能とする、従来のB.O.W.にはなかった能力を有しており、目標追跡が効率的に行えるほどの移動速度を生み出す。また、右腕の筋組織増強により、凄まじい腕力を発揮することができるようになった。そのため、腕を鞭のようにして敵を叩き潰したり、持ち上げて頭部を握り潰すことが可能である。しかし、試作段階であるため所々に失敗が色濃く出ており、左右非対称の体型と下半身が退化していることが災いし歩行機能は低下しているので、伸縮自在の右腕で補っているとはいえ即応能力は低く、左腕そのものが欠落している点も、タイラントと比較して大きな問題とされている。ただし、『鏡の国のアリス』に登場する猛獣の名を持つだけにその戦闘能力は驚異的で、敵に与える恐怖感は相当なものである。

タイラント091
初登場作品：『GS4』
新型のウイルスであるt+Gの実験体として生み出されたタイラントで、T-ウイルスとG-ウイルスの合作ともいうべきB.O.W.である。他のタイラントと異なる触手のような指を持ち、これが特徴的な武器となっている。t+G特有の電気的特性の発達が見られず、肉体も崩れかけているために失敗作として廃棄されたが、後に活動を再開する。ダッシュからの突き攻撃やジャンプ攻撃などを使用する。心臓が背中に露出しており、そこが弱点。

T-A.L.O.S.（テイロス）
登場作品：『UC』
アンブレラ社の最新商品で、アンブレラ社復活の威信を賭け、世界中の紛争地域に投入される予定で開発されていた。「テイロス」とは、ギリシア神話におけるクレタ島の青銅の巨人であり、「T-ALOS」とはTyrant-Armored Lethal Organic System（タイラント装甲化、致死的制圧、生体システム）の略。タイラントを素体とし、人工臓器を用いて循環器系を強化、脳にはコンピュータチップが埋め込まれており、アンブレラ社のAI「レッドクイーン」の命令に従って行動、装着している超合金の装甲で銃火器からの攻撃を防ぐと共に、T-ウイルスによる暴走を防いでいる。
装備している巨大な4連装ロケットランチャーからも、全タイラントシリーズを遙かに凌ぐ戦闘力を有し、対人および対兵器用生体兵器という開発コンセプトを達成すると同時に第2形態まで存在する。巨大な左腕、短い足、右手に巨大ロケットランチャーと非常にアンバランスだが機動力は高く、左手で殴りかかったり、ロケットランチャーを撃ったりと単調ながら高威力の攻撃を行う。また、生命の危機に陥ると脊髄を直接レッドクイーンへ接続し、巨大な両腕、左右に開く口、身体に付いた3つの目など、第1形態の姿は跡形も無い異形の姿と化し、主にレーザービームや触手による攻撃を行う。
『UC』の終盤、クリスやジル率いる私設対バイオハザード部隊（後の「B.S.A.A.」）のアンブレラ社ロシア支部襲撃の際にセルゲイによって起動させられ、強力な攻撃の数々でクリスとジルを苦しめるが、激闘の末に彼らによって撃退される。

### 素体がセルゲイのクローン以外
タナトス
登場作品：『OB』『OB2』
死の神「タナトス」の名を冠する、タイラントの亜種。元アンブレラ研究局員のグレッグ・ミューラーが、ラクーン大学で独自に制作した。素体は黒人男性で、T-002型同様に心臓が剥き出しとなっているが、金属プレートで保護されている。手足には形状変化の傾向が見られるがT-002ほど顕著ではない。黒いアンダーパンツを着用している。パンチやキック、タックルといった多彩な攻撃手段を持つ。
セルゲイのクローン以外の素体から生み出された貴重なケースということもあってか、グレッグはアンブレラから量産を要請されていたが、「量産など馬鹿げたこと、傑作は1つでいい」として量産するつもりはなかった模様。
タナトスR
登場作品：『OB』『OB2』
Rはリボーンの略。U.B.C.S.隊員により設置された爆弾で爆破され、崩れたラクーン大学の爆発に巻き込まれた際、生命の危機に瀕してスーパー化し、異形化した姿。皮膚は爆発により、あちこちが焼け爛れている。筋力が大幅に発達しており、左手が異常に巨大化しているが、右手は大学崩壊の際に欠落している。腕部の変化によってパンチなどが使用できなくなったため、巨大な左腕の振り回し・振り下ろし、変異前にも使用していたタックル、高く跳躍した上での踏み潰しを攻撃手段とする。肥大化した肉体は重火器による攻撃をも軽く受け流すが、保護プレートが破損し露出した右胸の巨大心臓が唯一の急所となっている。
ケビンらラクーン市民達に二度に渡り襲いかかるも倒されるが、一部のエンディングではなおも立ち上がり、三度目の襲撃を仕掛ける。
ジェイソン / タイラント
声：Ray Chase（英語）、立木文彦 (日本語吹き替え）
登場作品：『ID』
元アメリカ陸軍特殊部隊「マッドドッグス」の隊長であるジェイソンがクリーチャー化した姿。世界に自身の姿を公開することで人々に恐怖を与えて拡散させ、悲劇を繰り返さないことを目的とする。他のタイラントシリーズとは異なりスキンヘッドではなく、頭部には後方へ逆立った突起物が複数出現している。また、胸骨あたりに心臓が露出しており、かなりの巨体であるが高い跳躍力を有する。クリーチャー化する前の記憶は失われておらず、会話をすることが可能である。

### セルゲイ・ウラジミール
セルゲイモンスター
登場作品：『UC』
アンブレラ社幹部のセルゲイ・ウラジミール大佐が、体内のウイルスを活性化させた影響で怪物化した姿。口には球根のような器官が生成され、背中や頭部の一部を貫通するようにイバラに似た細い触手が生えており、両腕を縛る触手は1本の太い触手として融合している。腕の触手の先は凶悪な爪へと変化しており、これを自在に操って攻撃する。ウイルスに完全に適合していることから、知能は低下しておらず会話も可能である。ウェスカー曰く、怪物後の姿はセルゲイ（感染者）の自虐的な思考が深く影響をおよぼした可能性があるという。

### 映画に登場するタイラント
マット / ネメシス
登場作品：『II』
アリスの味方だった男性のマット・アディソンが素体となった、アンブレラ社のB.O.W.。原作のネメシスT-型・第1形態に準じた外見（ただし、体内に寄生生物は存在せず、左目にはマットの瞳が残されている）に、ロケットランチャーとガトリングガンを装備する。命令を受けてS.T.A.R.S隊員たちを射殺し、原作同様に低い声で「スターズ…」と発するが、非武装の市民や拳銃を携行しているだけの市民など、危険度がきわめて低いと判断した相手には攻撃しない。
終盤でアンブレラ幹部のティモシー・ケインの計らいによってアリスと肉弾戦で対決させられるが、自分を倒した彼女に正体を悟られるのと並行してマットの自我が蘇り、ケインの命令に背いてアリスに加勢する。最後は自身がロケットランチャーで撃墜したヘリの墜落に巻き込まれ、死亡する。

アイザックス / タイラント
登場作品：映画版『III』
アンブレラのサミュエル・アイザックス博士が、スーパーアンデッドに噛まれた後に大量投与した抗ウイルス剤の影響で突然変異を経て怪物化した姿。絶大な攻撃力や回復力を誇る強靭な肉体に伸縮自在な右手の触手を備え、雄叫びは強大な衝撃波となって相手を襲う。この個体も知能は低下しておらず、アリスと普通に会話できていた。怪物化した直後に周囲の全隊員を抹殺してアリスをも追い詰めるが、最後はクローンアリスによってレーザートラップで斬殺される。
劇中では「タイラント」と呼ばれているが、映画制作時点で発売済みの原作に登場するどの個体とも似ていない。一方、後の『RE:2』に登場するスーパータイラントは、ややこの個体に似たデザインとなっている。